# Pedros ande
Pedros ande (originaltitel El Cuerpo del Deseo) är en latinamerikansk telenovela (såpopera) som sändes på TV 7 i Sverige år 2009. Serien är skapad av den spanska TV-stationen Telemundo och spelades in i Miami 2005.
Serien handlar om den förmögne don Pedro José Donoso, som avlider till följd av dåligt hjärta, men tror att han blivit förgiftad till döds av sin mycket yngre fru Isabelle (Lorena Rojas) med älskare. Don Pedros själ återvänder i en ung mans kropp för att förgöra sin mörderska och hennes älskare. Den återuppståndne don Pedro (Salvador Cerinza) får anställning som chaufför på godset, och i väntan på arvskiftet besitts all egendom av frun med älskare, don Pedros dotter Angela Donoso samt hushållspersonal och några släktingar. 
Avsnitten är ca 40 minuter långa och det har producerats 143 avsnitt av serien.

## Skådespelare
- Lorena Rojas - Isabel Arroyo
- Martin Karpan - Andres Corona
- Angela Donoso - Vanessa Villela
- Andres Garcia - Pedro José Donoso
- Shima Dashkand
- Zahra Khanlari